# Sveriges ambassad i Chişinău
Sveriges ambassad i Chişinău är Sveriges diplomatiska beskickning i Moldavien som är belägen i landets huvudstad Chișinău. Beskickningen består av en ambassad, ett antal svenskar utsända av Utrikesdepartementet (UD) och lokalanställda. Ambassadör sedan 2021 är Katarina Fried. Ambassaden invigdes 2010, efter att Sverige varit representerat i Moldavien sedan 2002.

## Historia
Den svenska ambassaden i Chişinău invigdes den 30 september 2010. Vid invigningen närvarade Sveriges utrikesminister Carl Bildt, Moldaviens interimspresident Mihai Ghimpu och Iurie Leancă, Moldaviens biträdande premiärminister för utrikes- och europeiska integrationsfrågor.

## Beskickningschefer
| Namn              | Period    | Funktion   | Ackreditering |
| ----------------- | --------- | ---------- | ------------- |
| Ingrid Tersman    | 2010–2015 | Ambassadör |               |
| Signe Burgstaller | 2015–2018 | Ambassadör |               |
| Anna Lyberg       | 2018–2021 | Ambassadör |               |
| Katarina Fried    | 2021–idag | Ambassadör |               |